# Niederbusch
Niederbusch is een plaats in de Duitse gemeente Gangelt in de deelstaat Noordrijn-Westfalen. Het straatdorp ligt circa twee kilometer ten zuidoosten van Gangelt aan de Landesstrasse 272. Niederbusch ligt tegen het natuurgebied Rodebachtal–Niederbusch aan en vlak bij de Roodebeek.

## Geschiedenis
De eerste naamsvermelding, Nierenbusch, dateert uit 1525. Niederbusch viel toen onder het Hertogdom Gulik. Sinds de negentiende eeuw hoort het bij de gemeente Gangelt. In 1828 had het 130 inwoners, in 1852 174 en in 2013 553.

## Bezienswaardigheden
- Katholieke Heilige Drievuldigheidskerk
- Wegkapel in het centrum
- Wegkapel aan de dorpsrand

## Literatuur

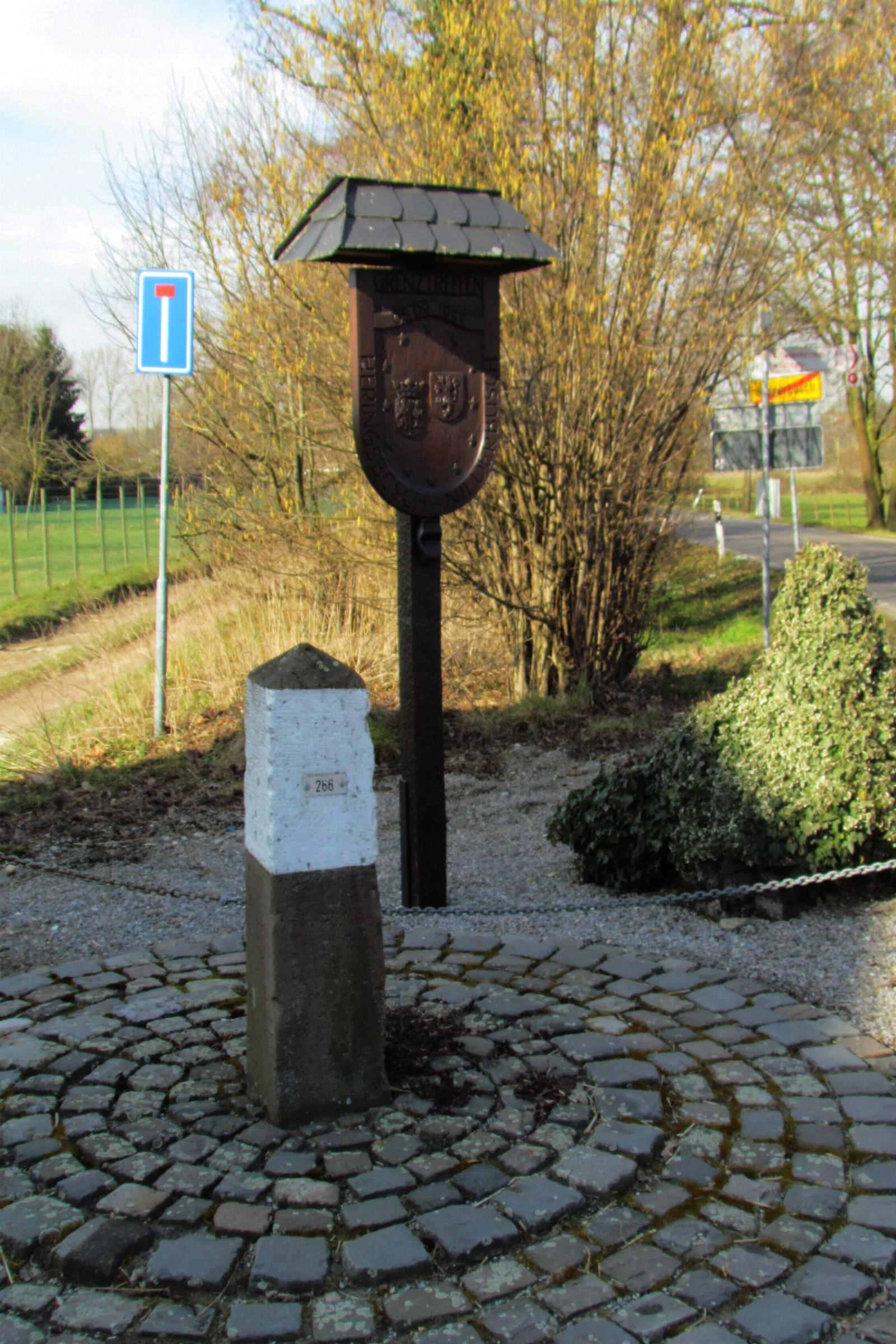
Grenssteen met Nederland (Heringsbosch)